# Гастингсы
Гастингс или Хастингс (англ. Hastings) — знатный английский род, представители которого владели титулами граф Пембрук и граф Хантингдон.

## История
Точное происхождение рода неизвестно. Первым достоверно известным представителем рода был Роберт де Гастингс, сын которого, Уолтер был стюартом короля Англии Генриха I. Его владения располагались в Эшиле в Норфолке. Его внук, Уильям де Гастингс был стюартом короля Генриха II Плантагенета.
Внук Уильяма, Генри де Гастингс из Эшила (ум. 1250) женился на Аде Хантингдонской, одной из дочерей шотландского принца Давида, графа Хантингдона. Их сын, сэр Генри де Гастингс (ум. 1268) был одним из сторонников Симона де Монфора, графа Лестера, во время баронского мятежа против короля Генриха III. В 1263 году Симон присвоил Генри титул барон Гастингс. Этот титул так и не был признан королём, однако для его сына, Джона де Гастингса, в 1295 году указом парламента был создан титул барон Гастингс. В 1275 году Джон, кроме того, унаследовал от дяди по матери титул лорда Абергавенни. Он был первым браком женат на Изабелле де Валенс, дочь Уильяма де Валенса, графа Пембрука, единоутробного брата короля Генриха III. Благодаря этому браку для внука Джона, Лоуренса Гастингса, в 1339 году был вновь учреждён титул графа Пембрука, вакантный после смерти в 1334 году бездетного графа Аймера де Валанса.
Сын Лоуренса, Джон Гастингс, 2-й граф Пембрук, женился на одной из дочерей короля Эдуарда III. Он принимал активное участие в Столетней войне, а в 1372 году был назначен командующим английских войск в Аквитании. Однако в том же году при попытке снять осаду Ла Рошели Джон был разбит и попал в плен, из которого был отпущен только через 3 года под обещании выкупа, но на обратном пути умер. Он оставил только одного малолетнего сына, Джона, унаследовавший также от матери баронство Мэнни. Однако в 1389 году он был убит на турнире в возрасте 17 лет. С ним угасла старшая ветвь рода, а владения были присоединены к английской короне.
На титул барона Гастингс предъявил права Джон Гастингс из Элсинга, сын Хьюго Гастингса из Грессинг Холла, сына Джона де Гастингса, 1-го барона Гастингса, от второго брака, а после его смерти в 1393 году — Хьюго Гастингс, внук Хьюго Гастингса из Элсинга, младшего брата бездетного Джона. Однако его права были оспорены Реджинальдом Греем, 3-м бароном Греем из Ратина, бабушка которого, Элизабет Гастингс, была дочерью Джона, 1-го барона Гастингса от первого брака. Спор продолжился и после смерти Хьюго Гастингса в 1395 году, когда права на титул перешли к его брату Эдварду. В 1410 году суд решил спор в пользу Реджинальда Грея, но Эдвард продолжал претендовать на титул. В 1417 году он был заключён в тюрьму, поскольку отказался оплатить расходы на судебное разбирательство. В тюрьме он пробыл до 1433 года, но от требований своих не отказался. Его потомки продолжали претендовать на титул барона Гастингса. Старшая линия этого рода угасла в 1541/1542 году со смертью сэра Джона Гастингса, де-юре 15-го барона Гастингса, а претензии на титул унаследовали потомки его сестры. Потомки Реджинальда Грея в 1639 году отказались от претензий на этот титул, а в 1841 году Палата лордов приняла решение, что законным наследником титула после смерти графа Пембрука был Джон Гастингс из Элсинга, а затем его внучатый племянник.

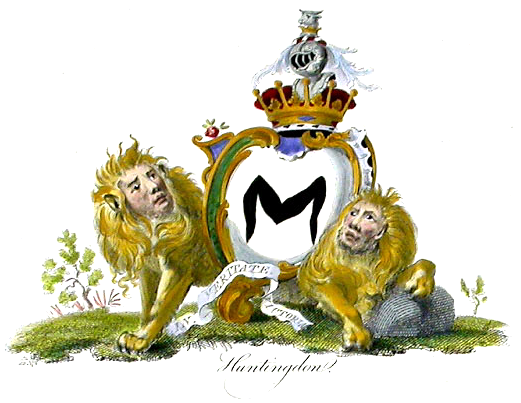
Герб графов Хантингдон из дома Гастингс

Существовала также младшая ветвь рода Гастингс, родоначальником которой был Томас де Гастингс, брат Уильяма Гастингса, стюарта Генриха II Плантагенета. Его потомком был Уильям Гастингс из Кирби, личный друг короля Эдуарда IV, после коронации которого в 1461 году он был пожалован титулом лорда Эшби де Ла Зуш и получил много государственных должностей, в том числе и должность лорда-верховного камергера Англии. Тогда же он женился на Кэтрин Невилл, дочери Ричарда Невилла, 5-го графа Солсбери. На стороне Йорков Уильям Гастингс, будучи одним из наиболее могущественных и влиятельных баронов своего времени, участвовал в войне Алой и Белой розы. После смерти Эдуарда в 1483 году он был обвинён новым королём Ричардом III в измене и казнён. При этом его владения не были конфискованы и их унаследовал сын, Эдуард, для сына которого, Джорджа Гастингса, в 1529 году был королём Генрихом VIII возрождён титул граф Хантингдон.
По линии своей бабки Джордж Гастингс происходил от Эдуарда III, будучи прямым потомком Плантагенетов. Более того, благодаря браку Фрэнсиса Гастингса, 2-го графа Хантингдона (ум. 1560), с внучкой Джорджа Плантагенета, 1-го герцога Кларенса, графы Хантингдона получили право претендовать на английскую корону. Тем не менее, Генри Гастингс, 3-й граф Хантингдон (ум. 1595), сохранял лояльность Елизавете I и на протяжении длительного времени исполнял функции председателя совета Севера, занимавшегося управлением и организацией обороны северных английских графств. Его потомки носили титул графа Хантингдона до 1789 года, когда со смертью Фрэнсиса Гастингса, 10-го графа Хантингдона пресеклась старшая линия дома Гастингсов.
В 1819 году право на титул было подтверждено за Гансом Фрэнсисом Гастингсом (ум. 1828), представителем боковой ветви дома, происходящей от младшего сына 2-го графа, и его потомками мужского пола. В настоящее время титул графа Хантингдона принадлежит Уильяму Эдварду Робину Гуду Гастингс-Бассу (род. в 1948), который является 17-м графом Хантингдон. Хотя других титулов граф не имеет, его наследник, Джон Гастингс-Басс, в качестве «титула учтивости» именуется виконтом Гастингсом.

## Генеалогия

### Старшая ветвь
Роберт де Гастингс
- Уолтер де Гастингс (умер до 1131), стюарт короля Англии Генриха I, лорд Эшил в Норфолке; жена: Хадевайс
  - Ральф (умер примерно в 1160/1163)
  - Хьюго де Гастингс (ум. до 1163), лорд Филлонглей; жена: Эрнебурга, дочь Хьюго де Фламвиля
    - Уильям де Гастингс, стюарт короля Англии Генриха II; 1-я жена: Мод Банастер, дочь Терстейна Банастера; 2-я жена:
      - (от 1-го брака) Генри де Гастингс
      - (от 1-го брака) Уильям де Гастингс; жена: Марджери Биго, дочь Роджера Биго, 2-го графа Норфолка
        - Генри де Гастингс из Эшила (умер в 1250); жена: Ада Хантингдонская, дочь Давида Шотландского, графа Хантингдона
          - сэр Генри де Гастингс из Эшила (умер в 1268), 1-й барон Гастингс с 1263; жена: Эва (Джоан) де Кантелуп, дочь Джорджа де Кантелупа, лорда Абергавенни
            - Джон де Гастингс (6 мая 1262 — 10 февраля 1313), 1/2-й барон Гастингс с 1295, лорд Абергравенни с 1273; 1-я жена: с 1285 Изабелла де Валанс, дочь Уильяма де Валанса, графа Пембрука; 2-я жена: с 1307 Изабелла, дочь Хьюго ле Деспенсера, графа Уинчестера.
              - (от 1-го брака) Уильям Гастингс (умер до 28 февраля 1312/1313); жена: Элеонора Мартин, дочь Уильяма Мартина, 1-го лорда Мартина
              - (от 1-го брака) Джон Гастингс (умер в 1325), 2/3-й барон Гастингс и лорд Абергавенни с 1313; жена: Юлиана Лейбёрн (умерла 1 ноября 1327), дочь Томаса Лейбёрна
                - Лоуренс Гастингс (около 1320 — 30 августа 1348), 3/4-й барон Гастингс и лорд Абергавенни с 1325, 1/11-й граф Пембрук с 1339; жена: с после 17 февраля 1327 Агнесса Мортимер (ум. 21 июля 1368), дочь Роджера Мортимера, 1-го графа Марча
                  - Джон Гастингс (29 августа 1347 — 16 апреля 1375), 2/12-й граф Пембрук, 4/5-й барон Гастингс и лорд Абергавенни с 1348; 1-я жена: с 19 мая 1359 Маргарита (20 июля 1346 — ок. 1361), дочь короля Англии Эдуарда III; 2-я жена: с июля 1368 Анна (24 июля 1355 — 30 декабря 1389), дочь сэра Уолтера Мэнни
                    - (от 2-го брака) Джон Гастингс (11 ноября 1372 — 30 декабря 1389), 3/13-й граф Пембрук, 5/6-й барон Гастингс с 1375, барон Мэнни с 1384; Филиппа Мортимер (21 ноября 1375 — 24 сентября 1401), дочь Эдмунда Мортимера, 3-го графа Марч, и Филиппы Плантагенет

              - (от 1-го брака) Джонетта (Джоан) Гастингс; муж: Эдмунд Мартин
              - (от 1-го брака) Элизабет Гастингс; муж: Роджер Грей (умер 6 марта 1352/1353), 1-й барон Грей из Ратина
              - (от 1-го брака) Джоан Гастингс; муж: Уильям де Хаттингфилд (умер в сентябре 1313)
              - (от 2-го брака) Томас Гастингс (умер в 1333)
              - (от 2-го брака) Хьюго Гастингс из Грессинг Холла (около 1310 — июль 1347), родоначальник Гастингсов из Грессинг Холла
              - (от 2-го брака) Маргарет Гастингс; муж: Уильям Мартин (ок. 1294 — до 4 апреля 1326), 2-й лорд Мартин

            - Эдмунд де Гастингс (умер 24 июля 1326), лорд Гастингс из Инчмахома с 1299; жена: примерно с 1293 Изабелла Руссель, графиня Ментейта, дочь сэра Джона Русселя
            - Одра (Альда) де Гастингс; 1-й муж: с 1285 Рис ап Маредуд (умр в 1292); 2-й муж: сэр Роберт де Шампань
            - Лора де Гастингс (умерла до 2 июля 1339); муж: до июля 1297 Томас де Латтимер (умер до 2 февраля 1333/1334), 1-й лорд Латтимер из Брейбрука
            - Джоанна де Гастингс, проресса в Ноттингеме

          - Марджери де Гастингс
          - Хилария (Элеанор) де Гастингс; муж: с 1256 сэр Уильям де Харкур из Стэнтон Харкура (1227—1270)

        - Ида де Гастингс; муж: Стефан ле Сегрейв (умер в 1241)

      - (от 2-го брака) Ида д’Э, дочь Генриха, графа д’Э, 2-го лорда Гастингса

    - Томас де Гастингс, родоначальник Гастингсов из Кирби
    - Ричард де Гастингс, монах
    - Маго де Гастингс; муж: Роберт де Уайфорд

### Гастингсы из Кирби
Томас де Гастингс
- Хьюго де Гастингс (ум. 1208); жена: Элен де Аллерстон
  - Томас де Гастингс (ум. ок. 1246); жена: Амиция
    - сэр Николас де Гастингс из Гиссинга (ум. 1268); жена: Эммелин
      - Хьюго де Гастингс (ум. 1302); жена: Беатрис
        - Николас де Гастингс (ум. 1306)
          - Ральф де Гастингс (ум. 1346); жена: Маргарет Херль
            - Ральф Гастингс (ум. 1398); 1-я жена: с ок. 1352 Изабель де Сэдингтон; с ок. 1385 Мод Саттон, возможно дочь Томаса Саттона из Холдернесса, шерифа Йоркшира
              - (от 1-го брака) Маргарет Гастингс
              - (от 2-го брака) сэр Леонард Гастингс из Кирби (1396 — 20 октября 1455); жена: Элис Кэмойз (ок. 1400 — ок. 1439), дочь Томаса де Камойс, 1-го барона Камойса
                - Уильям Гастингс из Кирби (ок. 1440 — 13 июля 1483), 1-й лорд Эшби де ла Зуш с 1461; 1-я жена: с ок. 1451 Элизабет Уолден; 2-я жена: с 6 февраля 1461 Кэтрин Невилл (ок. 1435—1503/1504), дочь Ричарда Невилла, 5-го графа Солсбери
                  - (от 2-го брака) Ральф Гастингс (ок. 1463 — ?)
                  - (от 2-го брака) Элизабет Гастингс (ок. 1464 — ?)
                  - (от 2-го брака) Эдуард Гастингс (26 ноября 1466 — 8 ноября 1506/1507), 2-й лорд Эшби де ла Зуш с 1483; жена: Мария Хангерфорд, дочь сэра Томаса Хангерфорда
                    - Джордж Гастингс (ум. 24 марта 1544), 3-й лорд Эшби де ла Зуш с 1506/1506, 1-й граф Хантингдон с 1529
                      - Графы Хантингдон

                    - Энн Гастингс (ум. 1550); муж: с 1507 Томас Стэнли (ум. 23 мая 1521), 2-й граф Дерби

                  - (от 2-го брака) Ричард Гастингс (ок. 1468 — ?)
                  - (от 2-го брака) Уильям Гастингс (ок. 1470 — ?)
                  - (от 2-го брака) Энн Гастингс (ок. 1471—1481/1507); муж: Джордж Толбот (1468 — 26 июля 1538), 4-й граф Шрусбери
                  - (от 2-го брака) Джордж Гастингс (ок. 1471 — ?)

                - Ричард Гастингс (1433 — сентябрь 1503); жена: Джоан Уэллс (ум. до марта 1474/1475), баронесса Уэллс и Уиллоуби де Эрзби, дочь Ричарда Уэллса, 7-го лорда Уиллоби де Эрзби и 7-го лорда Уэллса
                - сэр Ральф Гастингс из Хэрроудона и Кирби (1435—1495); жена: Энн Тэтешолл, дочь Джона Тэтешолла
                  - Флоренс Гастингс; муж: сэр Эдмунд Грей (ум. 1511), 9-й лорд Уилтон
                  - Энн Гастингс; муж: сэр Хэмфри Элтон
                  - Кэтрин Гастингс; муж: сэр Джон Норвич
                  - Изабель Гастингс; муж: сэр Джон Дайв
                  - Элизабет Гастингс; муж: Джон Лонгвиль
                  - Эмма Гастингс; муж: Джон Грисли
                  - Сесилия Гастингс; муж: сэр Джон Харкур
                  - Элис Гастингс
                  - Эдмунд Гастингс
                  - Леонард Гастингс

                - Томас Гастингс
                - Анна Гастингс; муж: сэр Томас Феррерс из Тамуорта (ум. 1498)
                - Джоан Гастингс; муж: Джок Броуксби
                - Элизабет Гастингс; муж: Джон Данн

              - (от 2-го брака) сэр Ричард Гастингс (ум. ок. 1437); 1-я жена: Элизабет Бомон; 2-я жена: Джоан Скруп, возможно дочь Джона Скрупа из Месема
              - (от 2-го брака) сэр Ральф Гастингс (ум. до 1463)
              - (от 2-го брака) Джон Гастингс
              - (от 2-го брака) Барталамью Гастингс
              - (от 2-го брака) Мод Гастингс

      - Элис де Гастингс; муж: с 27 октября 1284 Уолтер де Херон